# 張縉 (成化辛丑進士)
張縉（1444年—？），字廷肅，號艮菴，直隸松江府華亭縣人，明朝政治人物。

## 生平
成化十三年（1477年）丁酉科應天鄉試第六十六名舉人，十七年（1481年）中式辛丑科會試第二百二十三名，三甲第一百六十八名進士。授行人司行人，都察院理刑，弘治三年（1490年）十一月升江西道監察御史，八年（1495年）巡按江西，上言六事：“一省財力、一嚴考察、一寬徵收、一清錢糧、一禁豪強、一革包攬”。丁憂，服闋，十三年（1500年）三月起為河南道監察御史，四月以侍班不至，下詔獄，贖杖還職，十四年（1501年）三月出為山東按察司副使。

## 家族
曾祖張斌；祖父張昕；父張瑄，母朱氏。具慶下。弟張紳。張紳孫張承憲，嘉靖二十三年進士。